# Wanderley Vallim
Wanderley Vallim da Silva (Ituverava, 12 de agosto de 1936 – Brasília, 9 de julho de 2022) foi um empresário e político brasileiro. Serviu como governador do Distrito Federal entre 9 de março de 1990 e 1º de janeiro de 1991, sendo o último governador nomeado. Era vice-governador de Joaquim Roriz, assumindo o executivo quando este se retirou do governo para assumir o Ministério da Agricultura e Pecuária do governo Fernando Collor. Atualmente dedicava-se ao seu empreendimento no ramo hoteleiro.[carece de fontes?]

## Biografia
Paulista, Silva inicialmente residiu em Goiânia, Goiás. Ali permaneceu até concluir o ensino secundário. Em 1959, matriculou-se na Escola de Engenharia da Universidade Federal do Rio de Janeiro, graduando-se em engenharia metalúrgica e civil em 1963. Em 1967, passou a residir em Brasília.
De 1977 a 1986, Silva dirigiu o Sindicato da Indústria da Construção Civil de Brasília. Em 1988, foi designado pelo governador Joaquim Roriz como secretário de Viação e Obras. Em março de 1990, tornou-se governador do Distrito Federal com a saída de Roriz, que renunciou para concorrer novamente ao cargo na eleição de outubro daquele ano.
Silva deixou o executivo distrital em janeiro de 1993, sendo sucedido por Roriz, que venceu as eleições. Eventualmente filiou-se ao Partido Progressista Reformador (PPR) e anunciou sua candidatura a governador no pleito de 1994. No entanto, acabou por ser candidato a vice-governador, na chapa liderada por Maria de Lourdes Abadia. Após perder esta eleição, concorreu à Câmara Legislativa, igualmente sem sucesso.
Posteriormente, Silva integrou os conselhos de administração da Companhia Urbanizadora da Nova Capital do Brasil (Novacap) e da Companhia Imobiliária de Brasília (Terracap).